# 460

## Naixements
- Gal·les (Britànnia): Cadwallon Lawhir ap Einion, rei de Gwynedd. (m. 534)

## Necrològiques
- Marsella (Gàl·lia): Sant Pròsper d'Aquitània, teòleg, pare de l'Església.
- Marsella (Gàl·lia): Paulí el Penitent, escriptor religiós.
- Gal·les (Britànnia): Cunedda, rei de Gwynedd.
- Gal·les (Britànnia): Cadell Ddyrnllwg, rei de Powys.